# Folk i Nildalen
Folk i Nildalen er en dansk dokumentarfilm fra 1973, der er instrueret af Arvid Klémensen efter eget manuskript.

## Handling
Trods tørke i Nildalen, hvor det aldrig regner, er dalen én lang grøn oase. Nilens vand giver den liv. Filmen viser folk i arbejde i dette område - med kunstvanding, korn- og sukkerhøst og husbygning. Ligeledes ses minder fra fortiden: Luxor-templet, Tutankhamon, m.m.